# A Paksi FC 2010–2011-es szezonja
A Paksi FC 2010–2011-es szezonja szócikk a Paksi FC első számú férfi labdarúgócsapatának egy idényéről szól, mely sorozatban az 5., és összességében is az 5. idénye a csapatnak a magyar első osztályban. A klub fennállásának ekkor volt az 58. évfordulója.

## Mérkőzések
| Színmagyarázat | Színmagyarázat |
| -------------- | -------------- |
|                | Győzelem.      |
|                | Döntetlen.     |
|                | Vereség.       |

### Monicomp Liga 2010–11

#### Őszi fordulók
| 1. forduló 2010. július 30. 19:00 |

| Ferencváros                                                    | 2 – 1               | Paksi FC      |
| -------------------------------------------------------------- | ------------------- | ------------- |
| Heinz 10' Szabó 33' (öngól) Tutorić 31' Tóth 38' Csizmadia 68' | (2 – 1) Jegyzőkönyv | Bartha 8' 84' |

| Albert Flórián Stadion, Budapest Nézőszám: 5 500 Játékvezető: Szabó Zsolt (magyar) |

| 2. forduló 2010. augusztus 8. 17:30 |

| Paksi FC                                               | 2 – 2               | Debreceni VSC                                        |
| ------------------------------------------------------ | ------------------- | ---------------------------------------------------- |
| Montvai 5' Heffler 84' (11-esből) Fiola 16' Bartha 87' | (1 – 2) Jegyzőkönyv | Kabát 4' Šimac 40' Yannick 21′ Komlósi 54' Ramos 83' |

| Fehérvári úti stadion, Paks Nézőszám: 2 500 Játékvezető: Szilasi Szabolcs (magyar) |

| 3. forduló 2010. augusztus 14. 17:00 |

| Szolnoki MÁV                                                   | 3 – 1               | Paksi FC       |
| -------------------------------------------------------------- | ------------------- | -------------- |
| Paula 23' Remili 45' (11-esből) Lengyel 90+3' 77' Pisanjuk 45' | (2 – 0) Jegyzőkönyv | Sipeki 63' 52' |

| Tiszaligeti stadion, Szolnok Nézőszám: 2 500 Játékvezető: Kovács J. Zoltán (magyar) |

| 4. forduló 2010. augusztus 21. 19:00 |

| Paksi FC                        | 2 – 2               | Zalaegerszegi TE                                   |
| ------------------------------- | ------------------- | -------------------------------------------------- |
| Montvai 29' Kiss 43' Sifter 40' | (2 – 1) Jegyzőkönyv | Kamber 13' Linval 47' 47' Kovács 39' Bogunović 53' |

| Fehérvári úti stadion, Paks Nézőszám: 2 000 Játékvezető: Oláh Gábor (magyar) |

| 5. forduló 2010. augusztus 28. 19:00 |

| Haladás     | 1 – 2               | Paksi FC                                                      |
| ----------- | ------------------- | ------------------------------------------------------------- |
| Kenesei 40' | (1 – 1) Jegyzőkönyv | Sifter 29' 2' Vayer 89' Bartha 12' Heffler 82' Magasföldi 90' |

| Rohonci úti stadion, Szombathely Nézőszám: 3 500 Játékvezető: Németh Ádám (magyar) |

| 6. forduló 2010. október 9. 19:00 |

| Paksi FC                             | 4 – 0               | Lombard Pápa          |
| ------------------------------------ | ------------------- | --------------------- |
| Bartha 43' 87' Vayer 49' Montvai 68' | (1 – 0) Jegyzőkönyv | Rajnay 26' Rebryk 88' |

| Fehérvári úti stadion, Paks Nézőszám: 1 000 Játékvezető: Kassai Viktor (magyar) |

| 7. forduló 2010. szeptember 17. 17:00 |

| Kaposvári Rákóczi                                  | 1 – 2               | Paksi FC                                             |
| -------------------------------------------------- | ------------------- | ---------------------------------------------------- |
| Oláh 25' (11-esből) Balázs 35' Zsók 47' Lelkes 57' | (1 – 0) Jegyzőkönyv | Böde 61' Montvai 65' Sifter 30' Éger 62' Fiola 90+1' |

| Rákóczi Stadion, Kaposvár Nézőszám: 2 000 Játékvezető: Szilasi Szabolcs (magyar) |

| 8. forduló 2010. szeptember 25. 18:00 |

| Kecskeméti TE   | 0 – 1               | Paksi FC                                                               |
| --------------- | ------------------- | ---------------------------------------------------------------------- |
| Alempijević 69′ | (0 – 0) Jegyzőkönyv | Montvai 90+4' 82' Fiola 44' Böde 47' Csehi 75' Magasföldi 77′ Éger 79' |

| Széktói Stadion, Kecskemét Nézőszám: 1 500 Játékvezető: Veizer Roland (magyar) |

| 9. forduló 2010. október 2. 18:00 |

| Paksi FC | 0 – 1               | Budapest Honvéd      |
| -------- | ------------------- | -------------------- |
|          | (0 – 0) Jegyzőkönyv | Bojtor 81' Haman 14' |

| Fehérvári úti stadion, Paks Nézőszám: 2 000 Játékvezető: Bognár Tamás (magyar) |

| 10. forduló 2010. október 17. 17:30 |

| Videoton                                      | 2 – 1               | Paksi FC                             |
| --------------------------------------------- | ------------------- | ------------------------------------ |
| Gosztonyi 11' Alves 43' (11-esből) Lipták 85' | (2 – 0) Jegyzőkönyv | Éger 86' (11-esből) Csernyánszki 43' |

| Sóstói Stadion, Székesfehérvár Nézőszám: 3 125 Játékvezető: Andó-Szabó Sándor (magyar) Asszisztensek: Albert István Szpisják Zsolt |

| 11. forduló 2010. október 22. 17:00 |

| Paksi FC           | 2 – 1               | Győri ETO                                                                   |
| ------------------ | ------------------- | --------------------------------------------------------------------------- |
| Vayer 75' Böde 79' | (0 – 0) Jegyzőkönyv | Bugerra 62' Völgyi 35' Szabó 74' Stanišić 77' Pilibaitis 77' Fomumbod 90+1' |

| Fehérvári úti stadion, Paks Nézőszám: 1 300 Játékvezető: Bognár Tamás (magyar) |

| 12. forduló 2010. október 31. 17:30 |

| Újpest                          | 2 – 3               | Paksi FC                                        |
| ------------------------------- | ------------------- | ----------------------------------------------- |
| Tisza 44' Böőr 50' Mitrović 68' | (1 – 2) Jegyzőkönyv | Éger 16' Böde 32' Bartha 60' Csehi 27' Kiss 70' |

| Szusza Ferenc Stadion, Budapest Nézőszám: 2 849 Játékvezető: Miquel Alvaro Garcia (chilei) |

| 13. forduló 2010. november 6. 16:00 |

| Paksi FC | 0 – 0               | BFC Siófok    |
| -------- | ------------------- | ------------- |
| Kiss 53' | (0 – 0) Jegyzőkönyv | Mogyorósi 81' |

| Fehérvári úti stadion, Paks Nézőszám: 2 000 Játékvezető: Fábián Mihály (magyar) |

| 14. forduló 2010. november 13. 16:00 |

| Vasas                                                   | 2 – 3               | Paksi FC                                            |
| ------------------------------------------------------- | ------------------- | --------------------------------------------------- |
| Ferenczi 13' Németh 36' Polényi 25' Bakos 47' Balog 68' | (2 – 1) Jegyzőkönyv | Kiss 21' Heffler 50' Böde 62' Sifter 28' Bartha 89' |

| Illovszky Rudolf Stadion, Budapest Nézőszám: 1 500 Játékvezető: Bognár Tamás (magyar) |

| 15. forduló 2010. november 20. 16:00 |

| Paksi FC | 1 – 1               | MTK Budapest                       |
| -------- | ------------------- | ---------------------------------- |
| Böde 81' | (0 – 0) Jegyzőkönyv | Könyves 73' Vukmir 66' Kanta 90+1' |

| Fehérvári úti stadion, Paks Nézőszám: 1 000 Játékvezető: Farkas Ádám (magyar) |

| 16. forduló 2010. november 30. 17:00 |

| Paksi FC                                | 3 – 2               | Ferencváros              |
| --------------------------------------- | ------------------- | ------------------------ |
| Vayer 47' Böde 78' Montvai 85' Éger 40' | (0 – 0) Jegyzőkönyv | Maróti 54' Miljković 84' |

| Fehérvári úti stadion, Paks Nézőszám: 2 000 Játékvezető: Andó-Szabó Sándor (magyar) |

#### Tavaszi fordulók
| 17. forduló 2011. március 8. 18:00 |

| Debreceni VSC                                                       | 2 – 1               | Paksi FC                          |
| ------------------------------------------------------------------- | ------------------- | --------------------------------- |
| Éger 59' (öngól) Czvitkovics 83' (11-esből) 40' Fodor 43' Varga 70' | (0 – 0) Jegyzőkönyv | Éger 57' 50' Fiola 79' Sipeki 90' |

| Oláh Gábor utcai stadion, Debrecen Nézőszám: 3 140 Játékvezető: Miquel Alvaro Garcia (chilei) |

- Elhalasztott mérkőzés.

| 18. forduló 2011. március 5. 14:30 |

| Paksi FC                       | 3 – 1               | Szolnoki MÁV           |
| ------------------------------ | ------------------- | ---------------------- |
| Böde 6' Bartha 16' Montvai 52' | (2 – 1) Jegyzőkönyv | Némedi 27' Miličić 70' |

| Fehérvári úti stadion, Paks Nézőszám: 1 000 Játékvezető: Radványi Ádám (magyar) |

| 19. forduló 2011. március 12. 17:30 |

| Zalaegerszegi TE                                                            | 1 – 0               | Paksi FC |
| --------------------------------------------------------------------------- | ------------------- | -------- |
| Horváth 39' Balázs 11' Kovács 64' Simonfalvi 70' Kocsárdi 75' Bogunović 81' | (1 – 0) Jegyzőkönyv | Báló 58' |

| ZTE Aréna, Zalaegerszeg Nézőszám: 2 500 Játékvezető: Kovács J. Zoltán (magyar) |

| 20. forduló 2011. március 19. 16:00 |

| Paksi FC                                          | 2 – 1               | Haladás                                                  |
| ------------------------------------------------- | ------------------- | -------------------------------------------------------- |
| Kiss 48' Vayer 84' Báló 21' Heffler 73' Szabó 75' | (0 – 1) Jegyzőkönyv | Halmosi 29' Tóth 16' Sipos 48' Korolovszky 56' Irhás 63' |

| Fehérvári úti stadion, Paks Nézőszám: 750 Játékvezető: Solymosi Péter (magyar) |

| 21. forduló 2011. április 2. 17:00 |

| Lombard Pápa                       | 1 – 2               | Paksi FC                                            |
| ---------------------------------- | ------------------- | --------------------------------------------------- |
| Bárányos 40' Rebryk 13' Takács 87' | (1 – 0) Jegyzőkönyv | Böde 46' Magasföldi 72' Fiola 66' Éger 70' Kiss 85' |

| Perutz Stadion, Pápa Nézőszám: 2 000 Játékvezető: Berger József (magyar) |

| 22. forduló 2011. április 9. 17:00 |

| Paksi FC                  | 2 – 3               | Kaposvári Rákóczi      |
| ------------------------- | ------------------- | ---------------------- |
| Bartha 57' Magasföldi 60' | (0 – 1) Jegyzőkönyv | Perić 17' 47' Oláh 76' |

| Fehérvári úti stadion, Paks Nézőszám: 1 500 Játékvezető: Bognár Tamás (magyar) |

| 23. forduló 2011. április 16. 18:00 |

| Paksi FC                   | 2 – 0               | Kecskeméti TE            |
| -------------------------- | ------------------- | ------------------------ |
| Montvai 11' Bartha 68' 45' | (1 – 0) Jegyzőkönyv | Radanović 65' Balogh 90' |

| Fehérvári úti stadion, Paks Nézőszám: 2 500 Játékvezető: Szilasi Szabolcs (magyar) |

| 24. forduló 2011. április 23. 18:00 |

| Budapest Honvéd                          | 1 – 0               | Paksi FC           |
| ---------------------------------------- | ------------------- | ------------------ |
| Lovrić 33' Ivancsics 88' Debreceni 90+2' | (0 – 0) Jegyzőkönyv | Nagy 35' Fiola 41' |

| Bozsik József Stadion, Budapest Nézőszám: 1 250 Játékvezető: Oláh Gábor (magyar) |

| 25. forduló 2011. április 26. 18:30 |

| Paksi FC                     | 1 – 0               | Videoton   |
| ---------------------------- | ------------------- | ---------- |
| Bartha 6' 58' Magasföldi 88' | (1 – 0) Jegyzőkönyv | Lipták 67' |

| Fehérvári úti stadion, Paks Nézőszám: 2 500 Játékvezető: Szabó Zsolt (magyar) |

| 26. forduló 2011. április 29. 17:00 |

| Győri ETO                                         | 1 – 1               | Paksi FC       |
| ------------------------------------------------- | ------------------- | -------------- |
| Trajković 37' 73′ Völgyi 26' Koltai 65' Fehér 71' | (1 – 0) Jegyzőkönyv | Magasföldi 71' |

| ETO Park, Győr Nézőszám: 2 000 Játékvezető: Kassai Viktor (magyar) |

| 27. forduló 2011. május 7. 19:00 |

| Paksi FC                              | 2 – 1               | Újpest        |
| ------------------------------------- | ------------------- | ------------- |
| Vayer 41' Böde 85' 87' Magasföldi 90' | (1 – 0) Jegyzőkönyv | Lázár 64' 68' |

| Fehérvári úti stadion, Paks Nézőszám: 3 500 Játékvezető: Kovács J. Zoltán (magyar) |

| 28. forduló 2011. május 10. 17:30 |

| BFC Siófok                                                        | 1 – 3               | Paksi FC                                |
| ----------------------------------------------------------------- | ------------------- | --------------------------------------- |
| Honma 15' Tusori 37' Katona 64' Fehér 75' Mogyorósi 86' Isaac 90' | (1 – 2) Jegyzőkönyv | Sifter 20' Böde 33' Éger 81' (11-esből) |

| Révész Géza utcai stadion, Siófok Nézőszám: 500 Játékvezető: Alvaro Garcia Miquel (chilei) |

| 29. forduló 2011. május 13. 17:00 |

| Paksi FC                                              | 3 – 0               | Vasas               |
| ----------------------------------------------------- | ------------------- | ------------------- |
| Böde 43' 68' 71' (11-esből) Magasföldi 46' Sifter 57' | (1 – 0) Jegyzőkönyv | Kovács 55' Nagy 77' |

| Fehérvári úti stadion, Paks Nézőszám: 3 300 Játékvezető: Bognár Tamás (magyar) |

| 30. forduló 2011. május 21. 17:30 |

| MTK Budapest         | 3 – 4               | Paksi FC                                          |
| -------------------- | ------------------- | ------------------------------------------------- |
| Tischler 37' 52' 65' | (1 – 1) Jegyzőkönyv | Csehi 2' Magasföldi 63' Böde 67' 78' Mészáros 74' |

| Hidegkuti Nándor Stadion, Budapest Nézőszám: 600 Játékvezető: Oláh Gábor (magyar) |

#### Végeredmény
| #   | Csapat              | M  | GY | D  | V  | G+ – G– | GK  | P                                                      | Megjegyzések                                   |
| --- | ------------------- | -- | -- | -- | -- | ------- | --- | ------------------------------------------------------ | ---------------------------------------------- |
| 1.  | Videoton (B)        | 30 | 18 | 7  | 5  | 59–29   | +30 | 61                                                     | 2011–2012-es Bajnokok Ligája – 2. selejtezőkör |
| 2.  | Paksi FC            | 30 | 17 | 5  | 8  | 54–38   | +16 | 56                                                     | 2011–2012-es Európa-liga – 1. selejtezőkör     |
| 3.  | Ferencváros         | 30 | 15 | 5  | 10 | 50–43   | +7  | 50                                                     | 2011–2012-es Európa-liga – 1. selejtezőkör     |
| 4.  | Zalaegerszegi TE    | 30 | 14 | 6  | 10 | 51–47   | +4  | 48 \|rowspan="8" style="background-color: #fafafa;" \| |                                                |
| 5.  | Debreceni VSCCV, K  | 30 | 12 | 10 | 8  | 53–43   | +10 | 46                                                     |                                                |
| 6.  | Újpest              | 30 | 13 | 6  | 11 | 50–38   | +12 | 45                                                     |                                                |
| 7.  | Kaposvári Rákóczi   | 30 | 13 | 4  | 13 | 41–42   | −1  | 43                                                     |                                                |
| 8.  | Haladás             | 30 | 11 | 8  | 11 | 42–36   | +6  | 41                                                     |                                                |
| 9.  | Győri ETO           | 30 | 10 | 11 | 9  | 40–35   | +5  | 41                                                     |                                                |
| 10. | Budapest Honvéd     | 30 | 11 | 7  | 12 | 36–39   | −3  | 40                                                     |                                                |
| 11. | Vasas SC            | 30 | 11 | 7  | 12 | 34–46   | −12 | 40                                                     |                                                |
| 12. | Kecskeméti TE (KGY) | 30 | 11 | 3  | 16 | 51–56   | −5  | 36                                                     | 2011–2012-es Európa-liga – 2. selejtezőkör1    |
| 13. | Lombard Pápa        | 30 | 10 | 5  | 15 | 39–52   | −13 | 35 \|rowspan="2" style="background-color: #fafafa;" \| |                                                |
| 14. | BFC SiófokÚ         | 30 | 8  | 10 | 12 | 29–41   | −12 | 34                                                     |                                                |
| 15. | MTK Budapest (K)    | 30 | 8  | 6  | 16 | 35–49   | −14 | 30                                                     | NB II                                          |
| 16. | Szolnoki MÁVÚ (K)   | 30 | 5  | 6  | 19 | 26–56   | −30 | 21                                                     | NB II                                          |

Utolsó frissítés: 2011. május 22. 
Forrás: MLSZ adatbank 
A rangsorolás alapszabályai: 1. összpontszám, 2. győzelmek száma, 3. gólkülönbség, 4. szerzett gólok száma, 5. egymás elleni eredmények összpontszáma,  6. egymás elleni eredmények gólkülönbsége, 7. egymás elleni eredmények szerzett góljainak száma, 8. egymás elleni eredmények idegenben szerzett góljainak száma.
1 A Kecskeméti TE a 2011–2012-es Európa-liga 2. selejtezőkörében indulhat, kupagyőztesként.
(B): Bajnokcsapat, (K): Kieső csapat, (F): Feljutó csapat, (I): Kupainduló, (R): A rájátszás győztese, (KGY): Kupagyőztes

#### Eredmények összesítése
Az alábbi táblázatban összesítve szerepelnek a Paksi FC 2010/11-es bajnokságban elért eredményei.
| Ősz/tavasz (forduló)    | Otthon | Otthon | Otthon | Otthon | Otthon | Otthon | Otthon | Idegenben | Idegenben | Idegenben | Idegenben | Idegenben | Idegenben | Idegenben |
| Ősz/tavasz (forduló)    | M      | GY     | D      | V      | LG–KG  | GK     | P      | M         | GY        | D         | V         | LG–KG     | GK        | P         |
| ----------------------- | ------ | ------ | ------ | ------ | ------ | ------ | ------ | --------- | --------- | --------- | --------- | --------- | --------- | --------- |
| Őszi szezon (1–16.)     | 8      | 3      | 4      | 1      | 14–9   | +5     | 13     | 8         | 5         | 0         | 3         | 14–13     | +1        | 15        |
| Tavaszi szezon (17–30.) | 7      | 6      | 0      | 1      | 15–6   | +9     | 18     | 7         | 3         | 1         | 3         | 11–10     | +1        | 10        |
| Összesen (1–30.)        | 15     | 9      | 4      | 2      | 29–15  | +14    | 31     | 15        | 8         | 1         | 6         | 25–23     | +2        | 25        |

#### Helyezések fordulónként
| Forduló  | 1  | 2  | 3  | 4  | 5  | 6  | 7  | 8  | 9 | 10 | 11 | 12 | 13 | 14 | 15 | 16 | 17 | 18 | 19 | 20 | 21 | 22 | 23 | 24 | 25 | 26 | 27 | 28 | 29 | 30 |
| -------- | -- | -- | -- | -- | -- | -- | -- | -- | - | -- | -- | -- | -- | -- | -- | -- | -- | -- | -- | -- | -- | -- | -- | -- | -- | -- | -- | -- | -- | -- |
| Helyszín | I  | O  | I  | O  | I  | O  | I  | I  | O | I  | O  | I  | O  | I  | O  | O  | I  | O  | I  | O  | I  | O  | O  | I  | O  | I  | O  | I  | O  | I  |
| Eredmény | V  | D  | V  | D  | GY | GY | GY | GY | V | V  | GY | GY | D  | GY | D  | GY | V  | GY | V  | GY | GY | V  | GY | V  | GY | D  | GY | GY | GY | GY |
| Helyezés | 13 | 11 | 14 | 15 | 10 | 9  | 6  | 3  | 6 | 9  | 6  | 5  | 6  | 5  | 6  | 6  | 6  | 3  | 6  | 3  | 3  | 3  | 2  | 3  | 2  | 2  | 2  | 2  | 2  | 2  |

Helyszín: O = Otthon; I = Idegenben. Eredmény: GY = Győzelem; D = Döntetlen; V = Vereség.

### Magyar kupa
| 3. forduló 2010. szeptember 22. 15:30 |

| Balatonlelle SE | 0 – 4               | Paksi FC                                      |
| --------------- | ------------------- | --------------------------------------------- |
| Valla 58'       | (0 – 2) Jegyzőkönyv | Gévay 22' 83' Dudás 45' Nagy I. 47' Szabó 38' |

| Nézőszám: 200 Játékvezető: Fenyvesi Szabolcs (magyar) |

| 4. forduló 2010. október 27. 17:00 |

| Pécsi MFC             | 0 – 1               | Paksi FC |
| --------------------- | ------------------- | -------- |
| Stark 67' Horváth 73' | (0 – 0) Jegyzőkönyv | Éger 63' |

| PMFC Stadion, Pécs Nézőszám: 500 Játékvezető: Bede Ferenc (magyar) |

| 5. forduló Első mérkőzés 2011. február 16. 16:00 |

| Kaposvári Rákóczi                      | 1 – 0               | Paksi FC             |
| -------------------------------------- | ------------------- | -------------------- |
| Pavlović 24' 43' Hegedűs 71' Okuka 83' | (1 – 0) Jegyzőkönyv | Heffler 51' Kiss 83' |

| Rákóczi Stadion, Kaposvár Nézőszám: 400 Játékvezető: Kassai Viktor (magyar) |

| 5. forduló Visszavágó 2011. március 2. 14:30 |

| Paksi FC  | 0 – 1               | Kaposvári Rákóczi     |
| --------- | ------------------- | --------------------- |
| Vayer 40' | (0 – 0) Jegyzőkönyv | Pavlović 63' Grúz 36' |

| Fehérvári úti stadion, Paks Nézőszám: 500 Játékvezető: Takács János (magyar) |

### Ligakupa

#### Csoportkör (B csoport)
| 2010. július 24. 17:00 |

| MTK Budapest                                    | 4 – 2               | Paksi FC                         |
| ----------------------------------------------- | ------------------- | -------------------------------- |
| Pál Sz. 6' 14' Molnár 31' 39' Szabó 34' Gál 83' | (4 – 1) Jegyzőkönyv | Bartha 41' Lisztes 63' Fiola 54' |

| MTE Sporttelep, Budapest Játékvezető: Kovács Zoltán (magyar) |

| 2010. november 3. 13:00 |

| Paksi FC                | 2 – 0               | Vasas         |
| ----------------------- | ------------------- | ------------- |
| B. Tóth 32' Lisztes 60' | (1 – 0) Jegyzőkönyv | Pavičević 81' |

| Fehérvári úti stadion, Paks Játékvezető: Fenyvesi Szabolcs (magyar) |

| 2010. november 23. 13:00 |

| Vasas                   | 1 – 4               | Paksi FC                                                        |
| ----------------------- | ------------------- | --------------------------------------------------------------- |
| Panchava 39' Kovács 52' | (1 – 1) Jegyzőkönyv | Bohner 35' Nagy I. 47' Vári 52' Lisztes 67' Gévay 33' Szabó 90' |

| Illovszky Rudolf Stadion, Budapest Játékvezető: Radványi Ádám (magyar) |

| 2010. december 1. 13:00 |

| Paksi FC                                        | 4 – 0               | MTK Budapest           |
| ----------------------------------------------- | ------------------- | ---------------------- |
| Nagy I. 40' Magasföldi 68' Haraszti 80' Pap 89' | (1 – 0) Jegyzőkönyv | Kornis 40′ Pál Sz. 43′ |

| Fehérvári úti stadion, Paks Játékvezető: Szilasi Szabolcs (magyar) |

#### A B csoport végeredménye
| Színmagyarázat | Színmagyarázat                                                 |
| -------------- | -------------------------------------------------------------- |
|                | A csoportelső bejutott a negyeddöntőbe.                        |
|                | A csoport többi helyezettje nem folytathatta a kupaszereplést. |

| Csapat       | M | Gy | D | V | G+ | G– | Gk | P |
| ------------ | - | -- | - | - | -- | -- | -- | - |
| Paks         | 4 | 3  | 0 | 1 | 12 | 5  | +7 | 9 |
| Vasas        | 4 | 2  | 0 | 2 | 7  | 8  | –1 | 6 |
| MTK Budapest | 4 | 1  | 0 | 3 | 6  | 12 | –6 | 3 |

#### Negyeddöntő
| 2011. február 19. 14:15 |

| Videoton                          | 1 – 1               | Paksi FC                                                |
| --------------------------------- | ------------------- | ------------------------------------------------------- |
| Alves 2' Gosztonyi 23' Lipták 39' | (1 – 0) Jegyzőkönyv | Kiss 81' Fiola 25' Böde 57' Nagy I. 83' Sifter 70′, 89′ |

| Sóstói Stadion, Székesfehérvár Játékvezető: Berger József (magyar) |

| 2011. február 23. 18:00 |

| Paksi FC                      | 0 – 0               | Videoton            |
| ----------------------------- | ------------------- | ------------------- |
| Vári 19' Tamási 28' Szabó 75' | (0 – 0) Jegyzőkönyv | Lázár 10' Vaskó 45' |

| Fehérvári úti stadion, Paks Játékvezető: Szilasi Szabolcs (magyar) |

- Idegenben lőtt góllal a Paksi FC jutott tovább.

#### Elődöntő
| 2011. március 26. 16:30 |

| Zalaegerszegi TE       | 1 – 2               | Paksi FC                                       |
| ---------------------- | ------------------- | ---------------------------------------------- |
| A. Delić 23' Simon 43' | (1 – 1) Jegyzőkönyv | Magasföldi 9' 71' Gévay 67' Szabó 73' Báló 75′ |

| ZTE Aréna, Zalaegerszeg Játékvezető: Oláh Gábor (magyar) |

| 2011. március 30. 18:00 |

| Paksi FC                   | 2 – 1               | Zalaegerszegi TE                   |
| -------------------------- | ------------------- | ---------------------------------- |
| Magasföldi 19' Montvai 64' | (1 – 0) Jegyzőkönyv | Kamber 73' Kovács 21' Panikvar 23' |

| Fehérvári úti stadion, Paks Játékvezető: Veizer Roland (magyar) |

#### Döntő
| 2011. április 6. 17:30 |

| Debreceni VSC                                             | 2 – 1               | Paksi FC                                            |
| --------------------------------------------------------- | ------------------- | --------------------------------------------------- |
| Salami 14' Yannick 41' 60' Šimac 27' Ramos 70' Farkas 90' | (2 – 1) Jegyzőkönyv | Vári 23' Sifter 6' Gévay 25' Sipeki 31' Fiola 90+1' |

| Oláh Gábor utcai stadion, Debrecen Játékvezető: Farkas Ádám (magyar) |

| 2011. április 13. 17:30 |

| Paksi FC                      | 3 – 0               | Debreceni VSC                             |
| ----------------------------- | ------------------- | ----------------------------------------- |
| Magasföldi 35' 72' Bartha 65' | (1 – 0) Jegyzőkönyv | Kabát 12' Nikolov 34' Šimac 60' Ramos 89' |

| Fehérvári úti stadion, Paks Játékvezető: Németh Ádám (magyar) |

## Külső hivatkozások
- A csapat hivatalos honlapja (magyarul)
- A Magyar Labdarúgó Szövetség honlapja, adatbankja (magyarul)